# مرحل جوي
المرحل الجوي، (بالإنجليزية: Flight Dispatcher)‏. أو ضابط عمليات جوية (بالإنجليزية: Aircraft Dispatcher)‏. هو الشخص المؤهل والمجاز قانونا لترحيل الطائرات بعد دراسة كافة المعلومات الفنية للرحلة وتجميعها وتجهيزها مع قائد الطائرة قبل الإقلاع والتوقيع معه على نموذج إذن الترحيل الجوي الدال على مشاركته في تحمل مسؤولية سلامة الرحلة آخذاً في الاعتبار العناصر التالية: دقة التخطيط، سلامة الرحلة، وقانون الترحيل. مسميات هذه المهنة تتعدد كضابط عمليات جوية، مرحل جوي، أو طيار أرضي.

## المرحل الجوي

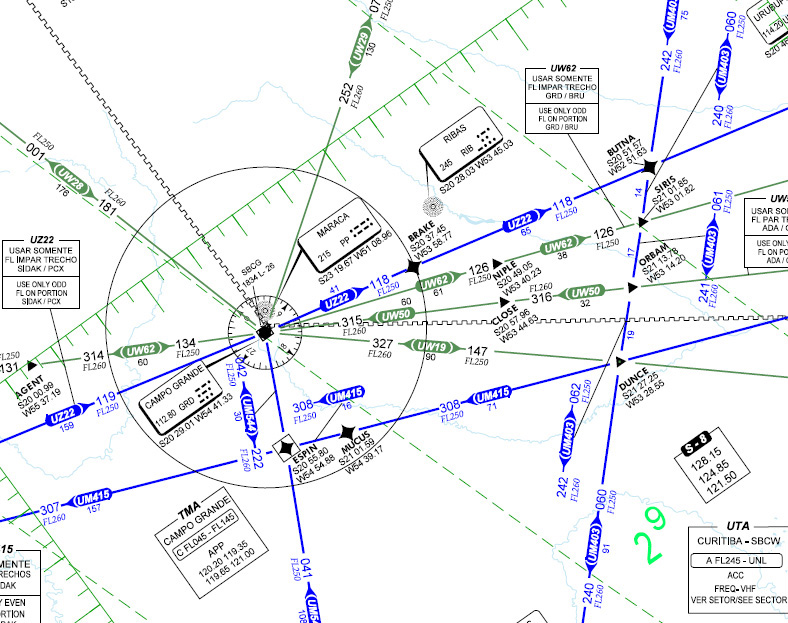
رسم بياني، خرائط (Enroute Chart) - كامبو غراندي، البرازيل

المرحل الجوي هو الفني المرخص من قبل الهيئة العامة للطيران المدني ويتشارك مسئولية الطيار في كل ما يتعلق بأمور السلامة وإدارة الرحلة بالإضافة إلى المسؤوليات الأخرى من تخطيط وتشغيل الرحلة. مسميات هذه المهنة تتعدد كضابط عمليات جوية، مرحل جوي، طيار أرضي، رواتبها تمثل قفزة اجتماعية، حيث ان مرتباتها عالية، ومن المهن ذات السلطة.
فالمرحل الجوي يقوم بالأعداد والتخطيط للرحلة، ويستلم تقارير وخرائط الأرصاد الجوية ويرسم المسار الآمن ويحدد المساعدات الملاحية اللازمة للطيران على هذا المسار، يحدد أحداثيتها وأكوادها وتردداتها ان وجد، ويكتب مسار الرحلة أو ما يعرف بالـ (Route) بعد ان يرسم المسار على خرائط تسمي (High / Low Enroute Charts)، محتوياً على الممرات الجوية (Airways). ويستلم (Sheets) توازن واتزان الطائرة ويتأكد من ان مركز الثقل في مكانه السليم وانه سوف لن يؤثر على سلامة الرحلة، ويأخذ أوزان الطائرة ويدخل بها خرائط Graphs لتحديد الارتفاع المثالي للرحلة، ويحدد سرعات الطائرة على هذه الارتفاعات بناءاً على كثافة الهواء ومحصلة أتجاه الرياح وسرعتها وتأثيرها على السرعة، ثم يحدد الزمن من نقطة لأخري على المسار الملاحي ويستنتج معدل استهلاك الوقود ثم يقوم بحساب كمية الوقود الذي ستحرقه المحركات حتي تصل للنقطة التالية، ثم يجمعهم ويضيف عليهم كميات وقود احتياطية كوقود الـ (Holding) ان كان هناك توقع بازدحام جوي عند مطار الوصول يتطلب الدوران عدة مرات قبل الهبوط، واحتياطي عام يقدر بـ 5 % من وقود الرحلة، ويقوم بالعمليات السابقة مرة أخري ليحسب الوقود المطلوب للوصول للمطار الاحتياطي، ويحدد إذا كان المطار الأصلي للوصول الظروف الجوية له والتي تشير أليها التقارير الخاصة بالأرصاد الجوية في وقت الوصول (ETA) تتيح للطائرة بتجهيزاتها الملاحية ورخص طياريها من الهبوط في ظروف جوية معينة ام لا.. وان لم تتح يؤجل الرحلة أو يلغيها، ويكون القرار قراره 100 % بإلغاء الرحلة بعد التنسيق مع قائد الرحلة.

## مهام ومسؤوليات المرحل الجوي

يستخدم المرحل الجوي الرسم البياني المنخفض للاستخدام في الملاحة الجوية. أبعاد هذا المجال يصور اطراف واشنطن العاصمة ما يقرب من 280 و220 ميلا بحريا.

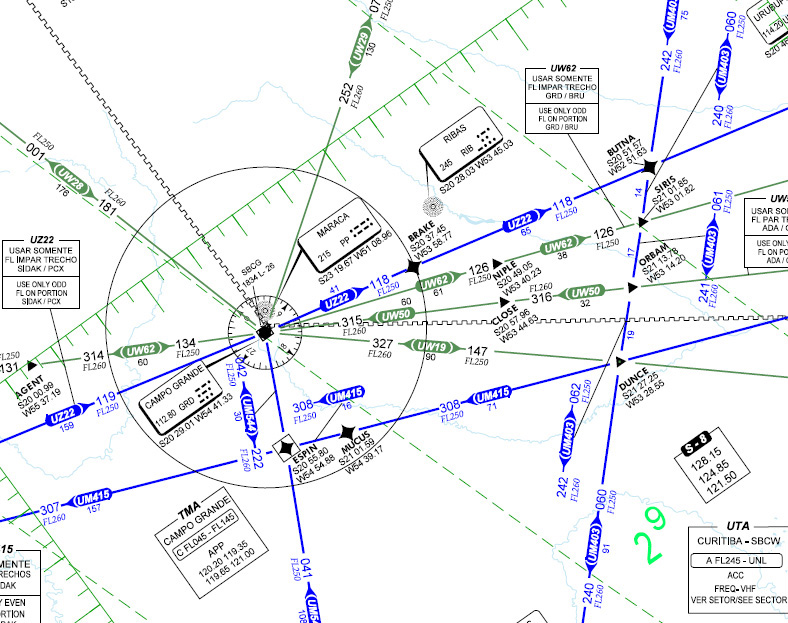
رسم بياني، خرائط مدرج (SBCT Approach Chart)

المرحل الجوي يعد بمنزلة القائد الأرضي، وهو المؤهل والمجاز قانوناً لترحيل الطائرات بعد دراسة كل المعلومات الفنية وتجهيز كل المستندات اللازمة للرحلة وتجميعها لقائد الطائرة قبل الإقلاع وتسليمها له والتوقيع معه سوياً على نموذج (إذن الترحيل الجوي)، آخذاً في الاعتبار دقة التخطيط، سلامة الرحلة، قانونية الترحيل.
دور المرحل الجوي من أكثر الأدوار أهمية في صناعة النقل الجوي، وتتطلب مهارات عالية وتأهيلاً مكثفاً يشمل الدراسة النظرية والتدريب على رأس العمل لفترة قد تستمر لمدة خمسة أعوام، حتى يتولى القيادة الأرضية للرحلات الجوية ويصبح شخصاً مؤهلاً ومجازاً قانوناً لترحيل الطائرات. ولن نكون مبالغين إذا قلنا إن المرحل الجوي يعد طياراً آخر على الأرض.
وتتعدد مهام ومسؤوليات (المرحل الجوي) التي من أبرزها دراسة كل المعلومات الفنية وتجهيز المستندات اللازمة للرحلة كافة وتجميعها لقائد الطائرة قبل الإقلاع وتسليمها له والتوقيع معه سوياً على نموذج (إذن الترحيل الجوي) الدال على مشاركته في تحمل مسؤولية سلامة الرحلة، حيث لا ينتهي عمل المرحل الجوي، بل يستمر في مراقبة هذه الرحلات ومتابعتها من لحظة الإقلاع حتى لحظة وصولها بالسلامة بواسطة عدد من وسائل التواصل مع قمرة القيادة في الجو.
يخطط المرحل الجوي للرحلة قبلها بساعات، يتم أختيار الارتفاع المثالي لنسب حرق وقود أقل أقتصادياً، فكلما أرتفعنا لأعلى يقل معدل أستهلاك الوقود، ولكن حمولة الطائرة هي التي تحدد هذا الارتفاع، كذلك لابد من مراجعة المعلومات الواردة عن مكاتب الأرصاد الجوية على طول مسار الرحلة، ويتم تجميعها في صورة خرائط توضح العوامل الجوية من سرعة رياح وأتجاهها ودرجات الحرارة علي ارتفاع معين أو على سطح الأرض، كمية السحب واماكن تواجدها ونسب الأضطرابات الهوائية بها وكمية الثلوج التي تحتويها ومخاطرها على الطائرة يعرفها الطيار جيداً، ويتم رسم مسار جوي بعيداً عن أي عامل من عوامل الطقس يؤثر على سلامة الرحلة كالعواصف الرعدية، الأضطرابات الهوائية القوية، مناطق أختلال الضغط الجوي... ألخ، وبعد رسم المسار الجوي الآمن، يتم حساب متوسطات سرعات الرياح ودرجات الحرارة على طول هذا المسار للوصول لسرعة رياح متوسطة سائدة على طول المسار، ويتم حساب معدل أستهلاك الوقود بناءاً على الارتفاع الذي تم حسابه كارتفاع مثالي بالنسبة لوزن الطائرة ولقوانين الـ Semi-Circular والـ RVSM، ويتم تحديد المساعدات الملاحية على طول المسار الجوي والتي سيستخدمها الطيار للقيام بالملاحة الجوية لمطار الوصول، ثم يتم حساب المسافات الجغرافية والوقت المتاح للوصول من نقطة لأخري على المسار حسب السرعة، ثم يتم حساب معدل استهلاك الوقود لكل نقطة على طول المسار.
وبالتالي يتم حساب كمية الوقود الذي تحتاجه الطائرة للطيران على هذا المسار، ولا يعتمد الأمر على الحظ أو التخمين، فنجد ان هناك مسارات بديلة تأخذ كالمطارات الاحتياطية وكميات وقود أضافية تضخ للخزانات كوقود الوصول للمطار الاحتياطي في حالة عدم أمكانية الوصول لمطار الجهة الاخيرة بسبب الطقس أو أجراءات المطار أو تعطل أحد المساعدات الملاحية، ووقود احتياطي.
يتم تجميع كل هذا فيما يسمي الـ Flight Log حيث ان كل مسار جوي بين نقطة وأخري على المسار تحتوي على معلوماتها الخاصة كالسرعة، الارتفاع، درجة الحرارة على هذا الارتفاع، المسافة الجغرافية على الأرض، الـ Track في حالة هبوب رياح جانبية، محصلة سرعة وأتجاه الرياح، معدل أستهلاك الوقود على هذا الارتفاع، كمية الوقود المطلوبة للطيران من النقطة الحالية والنقطة التي تليها، وزن الطائرة بعد حرق هذه الكمية من الوقود عندما تصل للنقطة التالية.
في الواقع هناك نظم حاسوبات متطورة تقوم بهذه العمليات الحسابية والتي تحتاج لوقت طويل ولمجهود ذهني كبير، ولكن لأن الحاسوب يخطأ احياناً لابد ان يكون هناك تصور بشري للتخطيط، ومن المفترض ان يقوم بهذا التخطيط الطيار أو قائد الرحلة، ولكن لتقليل حمل العمل عليه، تم تقاسم هذه المهمة بينه وبين المرحل الجوي ..

### مهام المرحل الجوي قبل الرحلة
أولا:

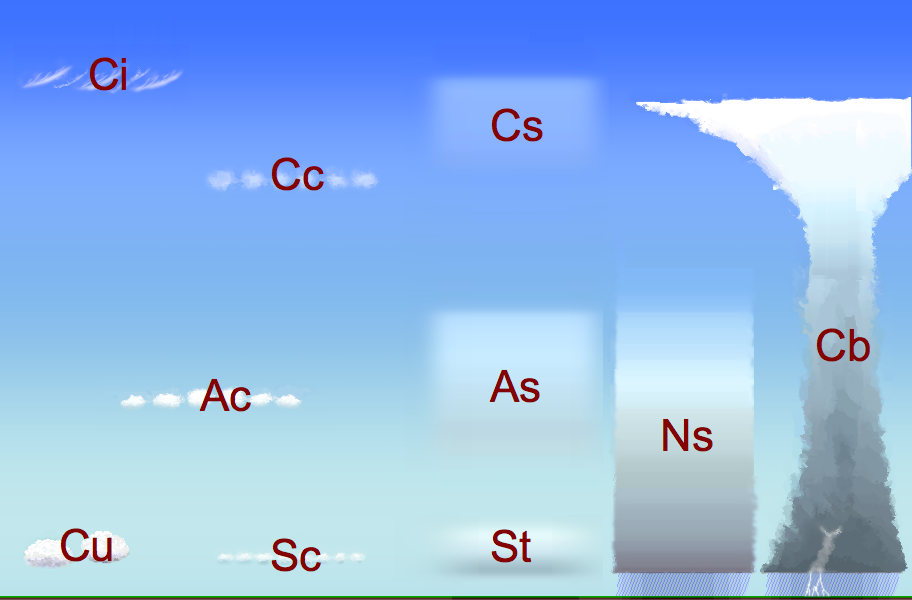
تصنيف السحب بحسب ارتفاعات حدوثها.

- تقارير حالة الطقس في بلد المغادرة وبلد الوصول.
- خرائط حالة الطقس في طبقة الجو العليا.
- التأكد من صلاحية كافة الأجهزة والملاحة في بلد المغادرة وبلد الوصول والطرق الجوية التي ستسلكها الطائرة.
- التأكد من صلاحية الطائرة للرحلة بالتنسيق مع إدارة الصيانة.
- عمل خطة طيران للرحلة الذي يشمل الوقت الذي تستغرقة الرحلة / الارتفاع الذي ستحلق فية الطائرة الممرات الجوية التي ستسلكها الطائرة.
- حساب كمية الحمولة الممكن نقلها على الطائرة.
- طلب تصريح عبور الأجواء والهبوط من الدول الآخرى إذا لزم الأمر.

ثـانياً:
بعد تجميع المعلومات المطلوبة ودراستها يتخذ المرحل الجوي قراره المبدئي والذي يحدد مايلي:
- هل يمكن أن تتم الرحلة بسلامة تامة؟
- هل يجب تأخير الرحلة لوجود عوائق مؤقتة مثل سوء الأحوال الجوية أو تعطيل الأجهزة الملاحة الجوية.
- هل يجب إلغاء الرحلة لوجود عوائق تؤثر على سلامة وسير الرحلة.
- هل يجب تغيير خط طيران الرحلة لتفادي بعض العوائق في الطرق الجوية.

ثالثا:
عندما يتأكد المرحل الجوي بأن جميع العوامل مناسبة وقانونية لسير الرحلة فإنة يقوم بالآتي:
- وضع جميع أوراق ومستندات الرحلة في مظروف يسمى (مظروف الرحلة) ليسلم لاحقا لقائد الطائرة.
- تجهيز نموذج إذن الترحيل الجوي (FLYGHT DISPATCH RELEASE) والذي يكون على شكل وثيقة اعتماد تشغيل الرحلة ويحتوي على كمية الوقود اللازمة للرحلة / المطار البديل الذي يمكن الهبوط فية إذا تعذر الهبوط في محطة الوصول / الوزن المسموح به لإقلاع الطائرة/ اسم قائد الطائرة واسم مرحلها.
- اطلاع قائد الطائرة عند حضوره لمكتب الترحيل الجوي على جميع المعلومات الملاحية والفنية للرحلة والتباحث معه في جميع العوامل التي تؤثر في الرحلة كحالة الطقس وسرعة واتجاه الريح، وبعد الاتفاق بينهما على قانونية وسلامة الرحلة يقوم قائد الطائرة والمرحل الجوي بالتوقيع سويا على إذن الترحيل وبهذا يكون كل منهما مسؤلا عن سلامة الرحلة حسب أنظمة وقوانين إدارة الطيران الفيدرالية. بعد ذالك تغادر الرحلة حسب التخطيط المتفق علية بين المرحل الجوي وقائد الطائرة.

### إذن الترحيل الجوي
في قسم المتابعة والمدير المناوب، تتم الآلية الخاصة بتسليم المرحل الجوي لقائد الطائرة عند حضوره لمكتب الترحيل الجوي جميع المعلومات الملاحية والفنية للرحلة والتباحث معه في جميع العوامل التي تؤثر في الرحلة كحالة الطقس وسرعة واتجاه الريح، وبعد الاتفاق بينهما على قانونية وسلامة الرحلة يقوم قائد الطائرة والمرحل الجوي بالتوقيع سوياً على إذن الترحيل وبهذا يكون كل منهما مسؤولاً عن سلامة الرحلة حسب الأنظمة والقوانين المتعارف عليها، بعد ذلك تغادر الرحلة بحسب التخطيط المتفق علية بين المرحل الجوي وقائد الطائرة.

### متابعة الرحلة
يقوم المرحل الجوي بمتابعة سير الرحلة من حين مغادرتها حتى وصولها من خلال الاتصال بين قائد الطائرة والمرحل الجوي لمعرفة الوقت المتوقع للوصول والنقاط التي تعبرها الطائرة وحالة الطقس في الأجواء العليا، مراقبة وتسجيل أي تغير في مسار الرحلة، إبلاغ قائد الطائرة فوراً بأي معلومات جديدة قد تؤثر على الرحلة، وضع البدائل المناسبة والتقرير مع قائد الطائرة في الحالات الطارئة إما الهبوط في أقرب مطار مناسب أو العودة إلى محطة المغادرة أو الاستمرار والهبوط في محطة الوصول، تقديم المساعدة لقائد الطائرة عند حدوث خلل فني طارئ مستعينا بما لديه من مراجع أو بإيصال قائد الطائرة مع مسؤولي الصيانة.

### مهام المرحل الجوي إثناء الرحلة
عمل المرحل الجوي لا ينتهي عند إقلاع الطائرة بل يستمر في مراقبة سير الرحلات ومتابعتها حتى وصولها بالسلامة. فهو يقوم إثناء الرحلة باللآتي:
- متابعة سير الرحلة من حين مغادرتها حتى وصولها من خلال الاتصال اللاسلكي بين قائد الطائرة والمرحل الجوي لمعرفة الموعد الحقيقي للإقلاع والوقت المتوقع للوصول والنقاط التي تعبرها الطائرة وحالة الطقس في الأجواء العليا.
- مراقبة وتسجيل أي تغير في مسار الرحلة وفي أوقات وصولها لتزويد الإدارات المختصة بتلك المعلومات.
- إبلاغ قائد الطائرة فورا باي معلومات جديدة قد تؤثر على الرحلة.
- وضع البدائل المناسبة والتقرير مع قائد الطائرة في الحالات الطارئة إما الهبوط في أقرب مطار مناسب أو العودة إلى محطة المغادرة أو الاستمرار والهبوط في محطة الوصول.
- تقديم المساعدة لقائد الطائرة عند حدوث خلل فني طارئ مستعينا بما لدية من مراجع أو بإيصال قائد الطائرة مع مسؤولي الصيانة.

### وصول الرحلة
بعد وصول الرحلة للوجهة المحددة يتم تبادل المعلومات بين قائدي الطائرة والمرحل الجوي للتعرف على العقبات التي صادفت الرحلة (إن وجدت) حتى يتم تفاديها للرحلات القادمة.

## أدوات العمل

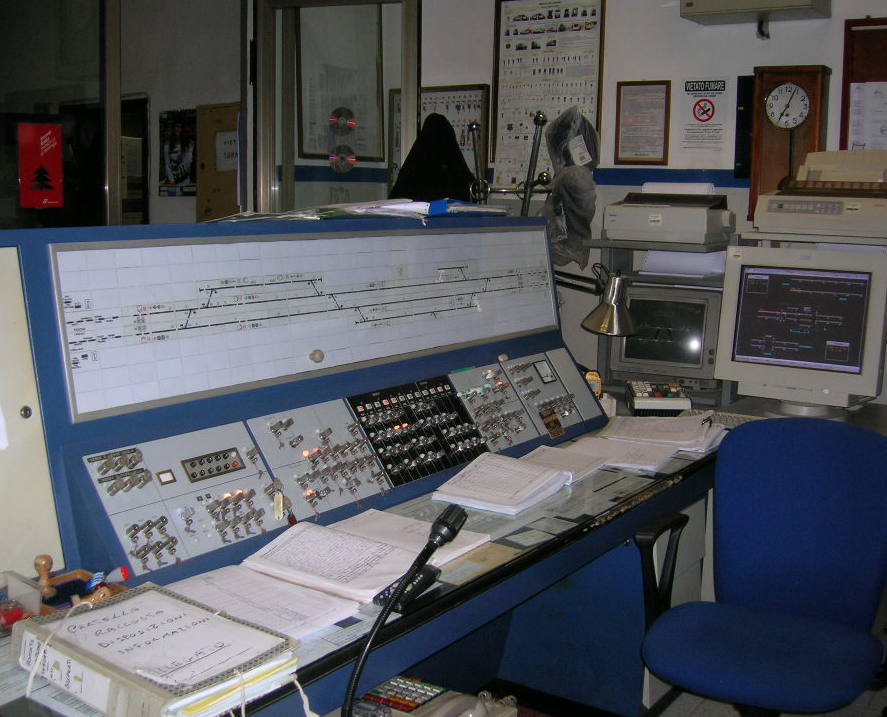
لوحة الخرائط الملاحية

يستخدم المرحل الجوي أدوات خلال عمله كالحواسيب الآلية وأجهزة الطباعة لأستخراج الخرائط الملاحية والخرائط الخاصة بالطقس، يتعامل بحزمة برامج أوفيس ويعد التقارير، ويستخدم الهواتف للأتصال بالجهات الاجنبية كمطارات في دول أخري ومحطات ومكاتب أرصاد جوية، لذلك لابد من ان تكون لغته الإنجليزية فوق الجيد تحدثاً وأستماعاً ويفضل أكثر من لغة، احياناً يستخدم راديو VHF للتواصل مع الطيار، أو برامج علي الحاسوب متصلة بنظام الـ Data Link علي الطائرة لنقل المعلومات من مقر السيطرة الجوية (مركز العمليات الجوية) للطائرة وهي علي بعد مئات الأميال وعلي ارتفاعات شاهقة.
كما يتم تجميع المعلومات المطلوبة ودراستها، يتم إدخالها من خلال برنامج آلي خاص هو نظام جبيسون لتخطيط الرحلات الذي يستخدمه المرحل الجوي لاختيار أفضل مسار جوي ومقدار الوقود وغيرها من البيانات، بعد ذلك يتخذ المرحل الجوي قراره المبدئي، سواء بالطيران أو إلغاء الرحلة، وعندما يتأكد المرحل الجوي بأن جميع العوامل مناسبة وقانونية لسير الرحلة فإنة يقوم بوضع جميع أوراق ومستندات الرحلة في مظروف يسمى (مظروف الرحلة) ليسلم لاحقاً لقائد الطائرة، وتجهيز نموذج إذن الترحيل الجوي والذي يكون على شكل وثيقة اعتماد تشغيل الرحلة ويحتوي على كمية الوقود اللازمة للرحلة، المطار البديل الذي يمكن الهبوط فية إذا تعذر الهبوط في محطة الوصول، الوزن المسموح به لإقلاع الطائرة، اسم قائد الطائرة واسم مرحلها.

### وسائل الاتصال
يستخدم المرحل الجوي أدوات خلال عمله كالحواسيب الآلية وأجهزة الطباعة لاستخراج الخرائط الملاحية والخرائط الخاصة بالطقس، وهي تعد من أهم العوامل التي يعتمد عليها في تخطيط الرحلات، كما يتعامل بحزمة برامج مكتبية ويعد التقارير، ويستخدم الهواتف للاتصال بالجهات الأجنبية كمطارات في دول أخرى ومحطات ومكاتب أرصاد جوية، لذلك لابد من أن تكون لغته الإنجليزية فوق الجيد تحدثاً واستماعاً، كما أن هناك وسائل عدة للتواصل مع قائد الطائرة في الجو هي، صوتيه: الراديو (VHF) و(THF)، الستلايت، التلكس وهو عبارة عن بيانات مكتوبة، كما أن هناك بعض الحالات الإنسانية التي تستدعي هبوط اضطراري في أقرب مطار، حيث يعمل المرحل الجوي جاهداً للاستجابة لمثل هذه الظروف والتنسيق مع كابتن الطائرة وتنفيذ الإجراءات اللازمة رغم أن ذلك يكلف شركة الطيران مبالغ باهظة.

## دراسة الترحيل الجوي

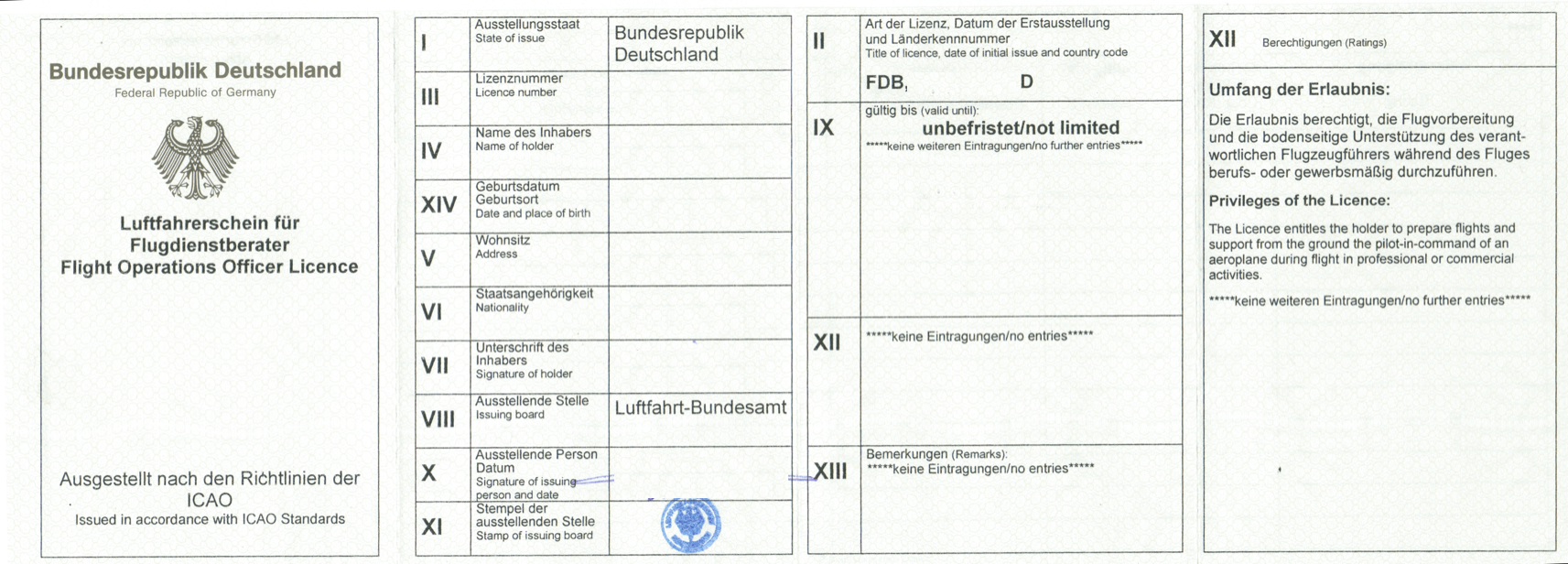
رخصة المرحل الجوي الصادرة وفقًا لإرشادات منظمة الطيران المدني الدولي ومن قبل وكالة الطيران الفيدرالية الألمانية

المرحل الجوي يدرس الجانب النظري المقرر لقائد الطائرة، وهي المواد التي تجيز له عملياً القدرة على التخطيط السليم للرحلة واتخاذ القرارات بناء على دراسة أكاديمية شاملة، ويكون الفرق بينه وبين الطيار هو أنه لم يدرس العملي وليس مصرحاً له بقيادة الطائرة حتى أنه يلقب أحياناً بالطيار الأرضي.
يدرس المرحل الجوي منهج الـ ATP أو طيار خط جوي، الجزء النظري المتمثل في المنهج ذاته ولايدرس العملي (الطيران والتحكم في الطائرة - والمواد المؤهلة لذلك). وهي المواد التي تجيز له عملياً القدرة على التخطيط السليم للرحلة وأتخاذ القرارات بناءاً على دراسة أكاديمية شاملة، ويكون الفرق بينه وبين الطيار هو انه لم يدرس العملي وليس مصرح له بقيادة الطائرة، حتي انه يلقب أحياناً بالطيار الأرضي أو بالكابتن طيار على الأرض.
تكون الدراسة لهذ التخصص كثيفة جدا ومتقدمة في المستوى وكثيرة ومدة الدراسة تتراوح مابين 240 -300 ساعة على حسب الاكاديمية، حيث يشمل الكتاب أكثر من 1300 سؤال واختباراته تكون على مراحل من التقييم، مع توجب المستوى الثالث أو الرابع في اللغة الإنجليزية.
مواد دراسة الترحيل الجوي بالترتيب:
| مواد دراسة الترحيل الجوي | |
| المادة                   | توضيح |
| Aviation English         | للتعرف على مصطلحات الطيران، وهي بداية الدراسة. |
| Aero-Dynamic             | للتعرف على الأداء الإيروديناميكي للطائرة، وكيف تطير، الأسطح المستخدمة للتوجيه والمساعدة للمناورات... ألخ. |
| Aircraft Performance     | ترجمة عملية لمادة Aero-dynamic فيما يخص الأداء المتوقع أو المحسوب للطائرة للقيام بمناورة معينة، كالأقلاع أو التسلق أو الكروز ثم الأقتراب والهبوط، وكيفية حساب الأداء عن طريق جداول الأداء ومانيوال الطائرة والتعرف على العوامل التي تؤثر على أداء الطائرة (المحركات + الأداء الإيروديناميكي) في مراحل الطيران الخمس. |
| Navigation Systems       | التعرف على أجهزة الملاحة الجوية سواء الأرضية أو المحمولة جواً، وطرق وأساليب الملاحة الجوية، وكيفية قراءة خرائط الطيران والأستفادة منها. |
| Weather & Forecasts      | دراسة نظرية ليست تخصصية للطقس الجوي والعوامل المؤثرة على أداء الطيران، كأنواع السحب وشروط تكونها، وأنواع الضباب وكيفية تفاديها، الأضطرابات الهوائية وكيفية تجنبها، العواصف الرعدية، تأثير مناطق الضغط الجوي المرتفع والمنخفض على الطيران، الرياح وتأثيرها، الجليد والثلوج والأمطار ... ألخ ، وتعتبر من أطول المواد التي يدرسها المرحل الجوي، ثم يأتي الجزء العملي وهو دراسة لأنواع الرصدات والتنبؤات الجوية وكيفية قراءتها والأستفادة منها للتخطيط لرحلة ما، دراسة خرائط الطقس وكيفية استخراج المعلومات منها وتحليل الطقس المتوقع للمسار المراد القيام بملاحة جوية عليه. |
| Aircraft Systems         | دراسة تفصيلية لأنظمة الطائرة الهيدروليكية والكهربية والملاحية وأنظمة الطوارىء والسيطرة على الحرائق، ودورات الوقود والمعدات المستخدمة لذلك من خزانات وطلمبات وأعمدة إدارة هيدروليكية، ويدرس خصائص كل نظام، وذلك لكي تتخذ قرار بصلاحية الطائرة للطيران عند استلامها من هناجر العمرة والصيانة ام انها غير صالحة للطيران بسبب عطل في أحد الأنظمة، وفي حالات الطوارىء ستكون مصدر معلومات للطيار حول الأداء الوظيفي للأنظمة المختلفة. |
| Communications           | للتعرف على طرق الأتصالات والمعدات المستخدمة لذلك، والأكواد والأختصارات المستخدمة في الطيران، أبجدية الطيران وطرق نطقها، طرق الأبلاغ عن الارتفاعات والأتجاهات والمسارات، محاداثات الطوارىء. |
| ATC & Airspace           | التعرف على ماهية المراقبة الجوية ومدى علاقتها بعملك كمرحل جوي، لكي تكون لديك خلفية عن الانتظارات Holdings والازدحامات الجوية ... ألخ. كما يدرس المجالات الجوية وشروط الطيران فيها والحد الأدني المسموح لكل مجال جوي من المعدات على الطائرة. |
| Human Factors            | التعرف على الضغوط المهنية والنفسية الواقعة على عاتق الطيار، لكي يستطيع التعامل مع الطيار في حالات الطوارىء أو أثناء أنشغاله بمراحل الطيران المختلفة ... ألخ. |
| Aero Medical             | دراسة غير تفصيلية لطب الطيران وتأثيره على الطيار، كالارتفاعات التي يحدث عنها حالات أغماء نقص الأكسجين، العمي المؤقت وكيفية تفاديه بسبب البرق... ألخ. |
| Airport Management       | نظم أدارة المطارات واللوحات الأرشادية والمنارات والتخطيطات الأرضية للمطارات وأجزاءه. |
| Air law & Regulations    | دراسة قوانين الطيران والمسموحات والأخطار وحق وحقوق كل ما يمت بصلة للطيران مثل حقوق ملكية الطائرة، صلاحيتها للطيران في ظل القوانين الدولية، قوانين أستغلال الأجواء ... ألخ. |
| Flight Planning          | هي صلب دراسة المرحل الجوي، وستدرس فيها كيفية الأستفادة مما قد أكتسبته من معلومات في المواد السابقة في التخطيط لرحلة سواء دولية أو محلية ، كيفية أعداد فلايت بلان وأستخدام الكمبيوتر الملاحي لذلك، حسابات الوقود، الارتفاعات المثالية للعمليات الجوية ... ألخ ، قراءة وتحليل خطة الطيران الكمبيوترية والتأكد من سلامة محتواها. |